# Centrum Dowżenki
Narodowe Centrum im. Ołeksandra Dowżenki (ukr. Національний центр Олександра Довженка), znane również jako Centrum Dowżenki (ukr. Довженко-Центр) – państwowe archiwum filmowe oraz klaster kulturalny z siedzibą w Kijowie.

## Historia
Instytucja została powołana do życia w 1994 na mocy dekretu prezydenta Ukrainy. W 2000 połączono ją z dawną Kijowską Fabryką Druku Filmowego, funkcjonującą od 1948 jako największe i jedyne tego typu przedsiębiorstwo w kraju. Centrum przejęło jej infrastrukturę, mienie oraz kolekcję filmową. Od 2006 jest członkiem Międzynarodowej Federacji Archiwów Filmowych (FIAF). W 2019 do struktury Centrum włączono Ukraińskie Studio Filmów Animowanych (Ukranimafilm).
W latach 2016–2019 Centrum przeszło gruntowną modernizację. Zabudowania przemysłowe przekształcono w nowoczesny klaster kultury, w 2017 powstał teatr Scena 6, a we wrześniu 2019 otwarto pierwsze na Ukrainie Muzeum Filmu.
W styczniu 2025 Centrum Dowżenki uruchomiło własne kino internetowe.

## Struktura

### Fundacja Filmowa
Fundacja Filmowa rozpoczęła działalność w 1996, kiedy to pozyskano archiwum filmowe oraz budynki dawnej wytwórni filmowej przy ulicy Wasyliwskiej w Kijowie.

### Archiwum Niefilmowe
Jednostka to badawcza działająca w ramach Centrum Dowżenki, koncentrująca się na działalności archiwalnej, badawczej i programowej. Utrzymuje stałą współpracę z międzynarodowymi festiwalami filmowymi oraz Międzynarodową Federacją Archiwów Filmowych (FIAF).
Archiwum zajmuje się badaniami nad ukraińskim kinem i sztuką audiowizualną, udostępniając wyniki swojej pracy w nowoczesnych formatach, takich jak programy telewizyjne, inicjatywy edukacyjne, publikacje oraz projekty wystawiennicze.
Zbiory Archiwum Niefilmowego obejmują ponad 7 000 materiałów archiwalnych oraz bibliotekę liczącą ponad 4 000 publikacji. Jednostka zajmuje się gromadzeniem, przechowywaniem i opracowywaniem dokumentów związanych z ukraińskim kinem i kulturą.

### Muzeum
Muzeum działające przy Centrum Dowżenki to nowoczesna przestrzeń wystawiennicza, której otwarta, industrialna architektura sprzyja realizacji eksperymentalnych projektów na styku różnych mediów. W ścisłej współpracy z Archiwum Niefilmowym, Skarbcem Filmowym i Mediateką, muzeum rozwija i prezentuje nowe podejście do klasycznej historii kina oraz szerzej – do historii jako takiej, ukazując ukraińskie kino jako integralną część światowego procesu twórczości filmowej.
Muzeum zostało otwarte 12 września 2019 wystawą badawczą „VUFKU. Lost&Found”, poświęconą działalności Wszechukraińskiego Urzędu Fotokinematografii.
Obecnie muzeum dysponuje:
- dwiema salami wystawowymi o powierzchni 678 m² i 352 m²,
- przestrzenią dla dzieci, w której odbywają się wydarzenia edukacyjne i kulturalne,
- salą wykładową na 150 miejsc,
- otwartymi i zamkniętymi magazynami muzealnymi służącymi przechowywaniu zbiorów[7].

### Laboratorium Filmowe
Jest to jedyne państwowe laboratorium filmowe w kraju. państwową laboratorię filmową w Ukrainie, która ma 60-letnie doświadczenie, sięgające czasów Kijowskiej Fabryki Druku Filmowego.
W ciągu swojej działalności laboratorium produkowało pierwsze radzieckie filmy kolorowe, a także kopie filmowe w formacie panoramicznym i szerokokątnym, które trafiały do wielu krajów Europy, Azji i Afryki. Po uzyskaniu przez Ukrainę niepodległości, w laboratorium tym montowano i drukowano filmy ukraińskich reżyserów.

### Mediateka Centrum Dowżenki
Przestrzeń łącząca fizyczne i wirtualne zasoby Centrum Dowżenki, która stanowi otwarte źródło dla badań nad kinematografią i sztukami ekranowymi. Jest to platforma komunikacji i współpracy na pograniczu różnych dziedzin artystycznych, głównie kina, fotografii i sztuki mediów.
Mediateka ma na celu promowanie innowacyjnych podejść, wspieranie misji edukacyjnej i badawczej Centrum Dowżenki oraz popularyzowanie jego archiwów i zbiorów filmowych. Dodatkowo, Mediateka stwarza interdyscyplinarne środowisko, które sprzyja aktywnej współpracy badaczy z zakresu kina i innych sztuk audiowizualnych z artystami, przedstawicielami przemysłu filmowego oraz szeroką publicznością.

### Scena 6
Działający od 2017 wielodyscyplinarny teatr otwarty na współpracę z niezależnym teatrem. Odbywają się w nim przedstawienia teatralne i taneczne, koncerty, pokazy filmowe, konferencje, seminaria oraz spotkania z artystami.
Wielofunkcyjna sala koncertowa o powierzchni 310 m² została zaprojektowana jako amfiteatr i może pomieścić od 309 do 329 osób.

## Zbiory
Archiwum filmowe Centrum obejmuje ponad 7 000 filmów fabularnych, dokumentalnych i animowanych z Ukrainy, Rosji, Stanów Zjednoczonych oraz krajów europejskich. W zbiorach znajdują się również tysiące dokumentów archiwalnych, fotografii, plakatów i innych materiałów obrazujących historię ukraińskiego kina od początku XX wieku do czasów współczesnych. Najstarszym obiektem przechowywanym w archiwum jest fragment nieznanego filmu zagranicznego z 1909, zarejestrowany na taśmie nitrocelulozowej. Natomiast najstarszy zachowany radziecki ukraiński film fabularny w zbiorach pochodzi z 1922.